# Lóránd Utassy
Lóránd Utassy de Uljak (ur. 18 kwietnia 1897 w Budapeszcie, zm. 3 czerwca 1974 tamże) – węgierski generał.

## Życiorys
Ukończył Akademię Wojskową „Ludovica”. Podczas I wojny światowej walczył w jednostkach artylerii. W latach 1921–1928 służył w węgierskim konsulacie w Monachium. Następnie pracował w Ministerstwie Obrony. Od 1937 do 1942 attaché wojskowy w Londynie, Waszyngtonie oraz Meksyku. W 1942 awansowany na pułkownika. W październiku 1943 Utassy stanął na czele XXI Departamentu Jeńców Wojennych i Internowanych w Ministerstwie Honwedów. Zastąpił na tym stanowisku Zoltána Baló, który został zdymisjonowany w wyniku oskarżeń niemieckiej ambasady o udział w przerzutach polskich żołnierzy na Zachód. Mimo to także Utassy chronił cudzoziemskich żołnierzy zbiegłych na Węgry. Po rozpoczęciu w marcu 1944 okupacji Węgier przez III Rzeszę, Utassy odmówił Gestapo wydania internowanych polskich żołnierzy.
16 października 1944, po dojściu węgierskich faszystów do władzy, Utassy został aresztowany za prowadzenie w imieniu Miklósa Horthyego sekretnych negocjacji z marsz. Rodionem Malinowskim i osadzony w miejscowości Sopronkőhida, a następnie przetransportowany do Bawarii. Po zakończeniu wojny powrócił na Węgry. Został awansowany do stopnia generała, lecz już w 1946 przeszedł na emeryturę. W 1951 komuniści określili go jako wroga klasowego i zdegradowali, konfiskując część majątku. Wraz z rodziną został na dwa lata zesłany do obozu pracy w Hortobágy. Zmarł w Budapeszcie w 1974, gdzie pochowano go na cmentarzu Farkasréti. Zrehabilitowany w 1990, przywrócono mu stopień generalski.
Za pomoc polskim żołnierzom 19 czerwca 2019 został pośmiertnie uhonorowany Medalem Virtus et Fraternitas. Odznaczenie z rąk prezydenta RP Andrzeja Dudy odebrał jego wnuk.